# Lekcjonarz 1
Lekcjonarz 1 (według numeracji Gregory-Aland), oznaczany przy pomocy siglum ℓ 1 – rękopis Nowego Testamentu pisany uncjałą na pergaminie w języku greckim z X wieku. Służył do czytań liturgicznych. Dawniej był znany jako Codex Colbertinus 700, następnie jako Codex Regius 278. Jest rzadko cytowany w krytycznych wydaniach Nowego Testamentu.

## Opis rękopisu
Kodeks zawiera wybór lekcji z Ewangelii do czytań liturgicznych, na 265 pergaminowych kartach (30 cm na 24 cm). Służył do czytań od święta Paschy do Zielonych Świąt.
Tekst rękopisu pisany jest dwoma kolumnami na stronę, 10 linijek w kolumnie, 7-8 liter w linijce. Stosuje przydechy i akcenty pochodzące od oryginalnego skryby.

## Historia
W przeszłości kodeks był rozmaicie datowany. Montfaucon datował go na wiek VIII. Datę tę podtrzymali Wettstein i Scrivener. Gregory datował go na X wiek (z wahaniem), Henri Omont na XIV. Obecnie INTF datuje go na wiek X.
Rękopis badał Bernard de Montfaucon, który opublikował pierwsze jego facsimile (patrz ilustracja). Scholz kolacjonował jego tekst. Rękopis badali Paulin Martin oraz Henri Omont.
Na listę rękopisów Nowego Testamentu wciągnął go Johann Jakob Wettstein, który umieścił go w grupie lekcjonarzy i nadał mu numer 1. Pozycja ta została podtrzymana na liście Gregory'ego i Alanda.
Obecnie przechowywany jest we Francuskiej Bibliotece Narodowej (Gr. 278) w Paryżu.
Jest rzadko cytowany w naukowych wydaniach greckiego Novum Testamentum Nestle-Alanda (UBS3). NA27 oraz NA28 nie cytują go.